# جورجه لاورنیچ
جورجه لاورنیچ (سیریلیک صربی: Ђорђе Лаврнић؛ ۶ ژوئن ۱۹۴۶ – ۲۷ نوامبر ۲۰۱۰) بازیکن هندبال اهل یوگسلاوی بود.